# Buxus rabenantoandroi
Buxus rabenantoandroi är en buxbomsväxtart som beskrevs av George Edward Schatz och Lowry. Buxus rabenantoandroi ingår i släktet buxbomar, och familjen buxbomsväxter. Inga underarter finns listade i Catalogue of Life.